# Gottfried Pott

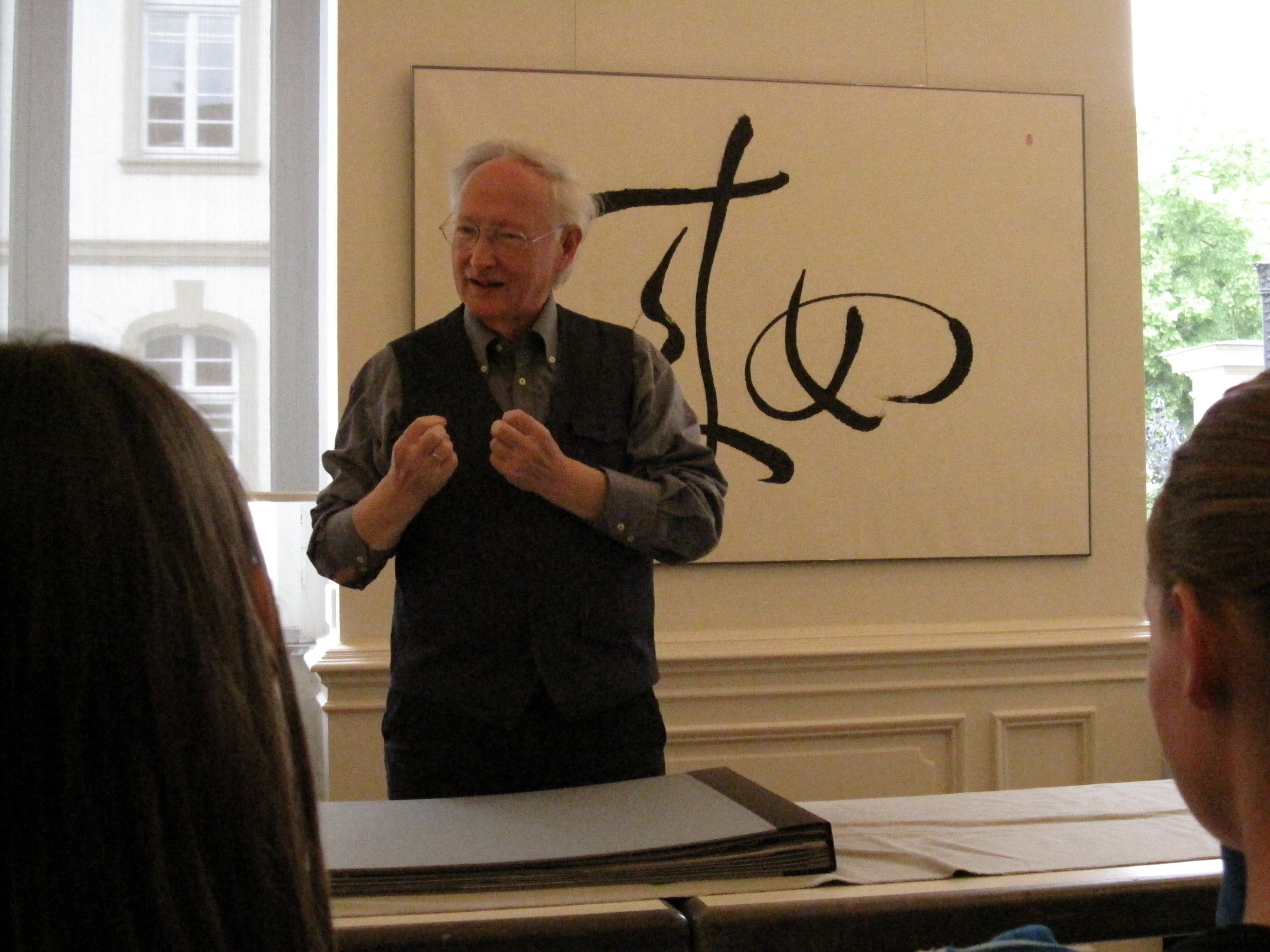
Gottfried Pott bei einer Veranstaltung im Klingspor-Museum in Offenbach am Main (2009)

Gottfried Pott (* 21. Juni 1939 in Oberlahnstein; † 5. August 2024 in Wiesbaden) war ein deutscher Typograf, Kalligraf, Autor und Hochschullehrer.

## Werdegang
Er studierte von 1959 bis 1963 Grafikdesign an der Werkkunstschule Wiesbaden bei Friedrich Poppl.
Von 1988 bis 2003 übte er eine Lehrtätigkeit als Professor für Kalligrafie, Schriftdesign und Schriftgeschichte an der Fachhochschule Hildesheim aus.
Seine bekanntesten Schriftarten sind Arioso, Carolina, Duc de Berry und Ruling Script.

## Werke
- Kalligrafische Sinfonien. Calligraphic Symphonies., Schmidt, Mainz, 2010, ISBN 978-3-87439-807-7
- Alphabeta Concertino. Kalligraphie-Ausstellung vom 2. bis 18. April 1993, Kulturzentrum Westerlo, Belgien, 1993
- Kalligraphie. Erste Hilfe und Schrift-Training mit Muster-Alphabeten, Schmidt, Mainz 2005, ISBN 3-87439-675-4
- Kalligrafie Intensiv-Training, Schmidt, Mainz 2006, ISBN 3-87439-700-9
- Schrift, Klang, Bild. The Music of Lettering, Schmidt, Mainz, 1995, ISBN 3-87439-364-X
- Workshop impression, Kalligraphie-Edition, Hardheim 1989, ISBN 3-926266-02-3